# The Power of One
The Power of One és una pel·lícula estatunidenca dirigida per John G. Avildsen i estrenada l'any 1992.	

## Argument
És una pel·lícula sobre l'apartheid.
Retrata la vida d'un noi anglès en la Sud-àfrica dels anys 30, des del seu naixement fins a la majoria d'edat. Es mostra així un aspecte poc conegut de la vida d'aquest país: la curiosa segregació existent dins dels propis blancs, entre els afrikaners -descendents d'holandesos, francesos i alemanys, que constitueixen la classe dirigent- i els anglesos.
La vida de P.K., orfe des dels 7 anys, no és fàcil. Sense complaences, i fins a amb certa cruesa en el plantejament de la violència, Avildsen fixa la seva atenció en les desgràcies que li esdevenen i en els amics que l'ajuden a portar-les. Para això imprimeix al relat un to dickensià, on treuen el cap diversos personatges: el bruixot que ajuda P.K. a trobar el valor; un alemany molt allunyat de les idees nazis en què es mouen els companys d'internat; un negre que li ensenya a boxejar; el director del seu college; i Maria, el seu primer amor. Tampoc falten els vilans, encara que els seus trets estan més desdibuixats.
En aquest context ben definit es fa un cant al qual dona títol al film: la força d'un, que admet dues lectures igualment atractives. L'actitud decidida d'una sola persona pot fer molt pels altres. I la unitat d'un grup de persones entorn d'un ideal que val la pena -la integració racial- dona la força per tirar-ho endavant.
Cal tenir en compte que tant els anglesos com els afrikaners eren favorables a l'apartheid: en la pel·lícula queda molt suavitzada la participació dels anglesos en les repressions dels negres.

## Repartiment
- Guy Witcher: PK als 7 anys
- Simon Fenton: PK als 12 anys
- Stephen Dorff: PK als 18 anys
- Armin Mueller-Stahl: Doc
- John Gielgud: St. John
- Fay Masterson: Maria Marais
- Morgan Freeman: Geel Piet
- Daniel Craig: Sergent Jaapie Botha
- Robbie Bulloch: Botha (adolescent)
- Dominic Walker: Morrie Gilbert
- Alois Moyo: Gideon Duma
- Marius Weyers: Professor Daniel Marais
- Clive Russell: Sergent Bormann
- Nomadlozi Kubheka: Nanny